# فرودگاه بین‌المللی ول د کائس
فرودگاه بین‌المللی ول د کائس (به انگلیسی: Val de Cães International Airport) (به زبان بومی: Aeroporto Internacional de Belém/Val de Cães–Júlio Cezar Ribeiro) یک فرودگاه همگانی و نظامی مسافربری با کد یاتا BEL است که یک باند فرود آسفالت دارد و طول باند آن ۲۸۰۰ متر است. این فرودگاه در شهر بلم کشور برزیل قرار دارد و در ارتفاع ۱۷ متری از سطح دریا واقع شده است.

## شرکت‌های هواپیمایی و مقصدهای پروازی
| شرکت‌های هواپیمایی | مقصدهای پروازی |
| ----------------- | -------------- |
| Airlines PNG      | جکسنز، Woitape |